# Cot Seukundo
Cot Seukundo är en kulle i Indonesien.   Den ligger i provinsen Aceh, i den västra delen av landet, 1 900 km nordväst om huvudstaden Jakarta. Toppen på Cot Seukundo är 95 meter över havet, eller 58 meter över den omgivande terrängen. Bredden vid basen är 0,62 km. Cot Seukundo ligger på ön Pulau We.
Terrängen runt Cot Seukundo är kuperad söderut, men åt nordost är den platt. Havet är nära Cot Seukundo åt nordväst. Närmaste större samhälle är Sabang, 2,4 km nordost om Cot Seukundo. I omgivningarna runt Cot Seukundo växer i huvudsak städsegrön lövskog.